# Paulo Eduardo Andrade Ponte
Dom Paulo Eduardo Andrade Ponte (Fortaleza, 24 de junho de 1931 – São Luís, 15 de março de 2009), ou apenas Dom Paulo Ponte, foi um bispo católico, foi arcebispo São Luís do Maranhão (1984 – 2005) e bispo de Itapipoca (1971 – 1984).

## Estudos
Dom Paulo Ponte fez seus estudos iniciais no Colégio Marista, em Fortaleza (1937-1944). Realizou seus estudos de nível médio no Seminário Menor de Fortaleza (1945-1947). Cursou Filosofia no Seminário Maior de Fortaleza (1948-49). Estudou Teologia na Pontifícia Universidade Gregoriana, em Roma (1950-1954). Doutourou-se em Teologia Dogmática pela Pontifícia Universidade Gregoriana (1957).

## Presbiterado
Paulo Ponte foi ordenado padre no dia 3 de abril de 1954, em Roma. Como jovem Padre em Roma estudou por conta própria a gramática e alguns textos alemães e assim conseguiu se comunicar na língua germânica. Fez estudos no Instituto Católico de Paris e aconselhou os jovens estudantes a se manterem firmes na fé católica. Quando retornou ao Brasil passou a servir como vigário paroquial (1957) em Itapipoca. Também foi professor e diretor espiritual do Seminário Maior de Fortaleza (1964-1966) e professor e diretor do Instituto de Ciências Religiosas da mesma capital. 

## Episcopado
No dia 25 de junho de 1971, aos 40 anos, foi nomeado primeiro bispo de Itapipoca pelo Papa Paulo VI. Recebeu a ordenação episcopal no dia 21 de novembro de 1971, em Itapipoca, pelas mãos de Dom José de Medeiros Delgado e de Dom Miguel Fenelon Câmara Filho e Dom Manuel Edmilson da Cruz. No dia 20 de março de 1984, o Papa João Paulo II o nomeou arcebispo de São Luís do Maranhão. 
Durante o governo de Dom Paulo Ponte o número de paróquias da Arquidiocese aumentou de 19 para 40, e comunidades religiosas foram acolhidas ou reativadas. O Seminário Santo Antônio foi reativado e ampliado em sua área territorial. Para a formação do clero o sistema de ensino foi remodelado com a fundação do CETEMA (Centro Teológico do Maranhão) hoje, IESMA (Instituto de Estudos Superiores do Maranhão). Com recursos da ADVENIAT construiu o novo palácio episcopal. Com sua aceitação de ofertas ou côngruas oficiais do governo do Maranhão a Catedral passou por reformas consideráveis. Com a sugestão de Dom Xavier Gilles de Maupeou, Dom Paulo Ponte enviou para a Europa alguns padres do clero secular para estudar. Devido questões de saúde e, tendo completado 74 anos Dom Paulo Ponte renunciou ao múnus episcopal no dia 21 de setembro de 2005.
Faleceu em São Luís, na madrugada de 15 de março de 2009.

### Atividades durante o episcopado
- Membro da Comissão Representativa da Conferência Nacional dos Bispos do Brasil
- Membro da Comissão Episcopal de Pastoral (1975 – 1979)
- Presidente do Regional Nordeste 1 da CNBB
- Presidente do Regional Nordeste 5 da CNBB
- Vice-presidente da CNBB (1987-1991)
- Presidente do Movimento de Educação de Base (MEB)
- Presidente do Departamento de Catequese do Conselho Episcopal Latino-Americano (CELAM)
- Membro do Departamento de Educação do CELAM
- Membro do Conselho Internacional de Catequese (COINCAT)

## Ordenações episcopais
Dom Paulo Ponte foi celebrante da ordenação episcopal de:
- Dom Gerardo de Andrade Ponte
- Dom Serafino Faustino Spreafico, O.F.M. Cap.
- Dom Valter Carrijo, S.D.S.
- Dom Fernando Panico
- Dom Xavier Gilles de Maupeou d’Ableiges
- Dom Franco Cuter, O.F.M. Cap.
- Dom Geraldo Dantas de Andrade, S.C.I.

Dom Paulo foi concelebrante da ordenação episcopal de:
- Dom Benedito Francisco de Albuquerque
- Dom Henrique Johannpötter, O.F.M.
- Dom José Carlos Melo, C.M.
- Dom Fernando Panico, M.S.C.
- Dom Franco Masserdotti, M.C.C.I.
- Dom Jacinto Furtado de Brito Sobrinho
- Dom Carlo Ellena
- Dom Sebastião Bandeira Coelho

## Sucessão
Dom Paulo Ponte foi o primeiro bispo de Itapipoca, foi sucedido por Dom Benedito Francisco de Albuquerque.
Dom Paulo Ponte foi o 6º arcebispo de São Luís do Maranhão, sucedeu a Dom João José da Mota e Albuquerque e foi sucedido por Dom José Belisário da Silva, OFM.